# Uladzimir Bushma
Uladzimir Bushma (tiếng Belarus: Уладзімір Бушма; tiếng Nga: Владимир Бушма; sinh 24 tháng 11 năm 1983) là một cầu thủ bóng đá Belarus. Tính đến năm 2018, anh thi đấu cho Torpedo-BelAZ Zhodino.

## Danh hiệu
Gomel
- Vô địch Cúp bóng đá Belarus: 2010–11
- Vô địch Siêu cúp bóng đá Belarus: 2012

Minsk
- Vô địch Cúp bóng đá Belarus: 2012–13